# Heinrich Adam (Architekt)

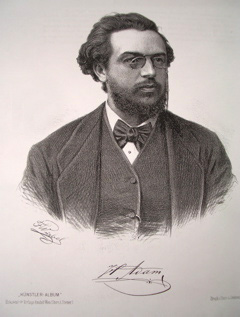
Heinrich Adam

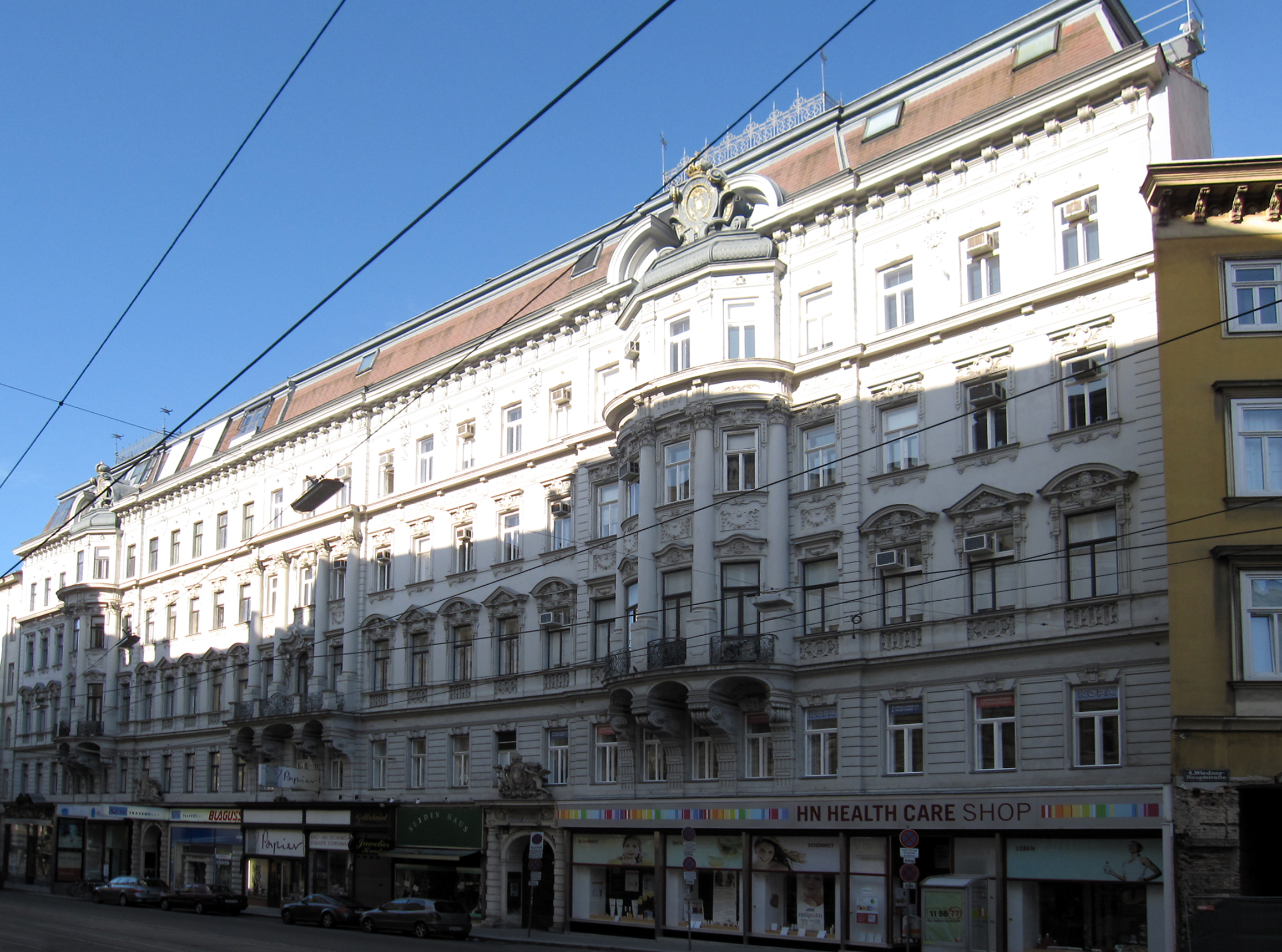
Der Habig-Hof in Wien

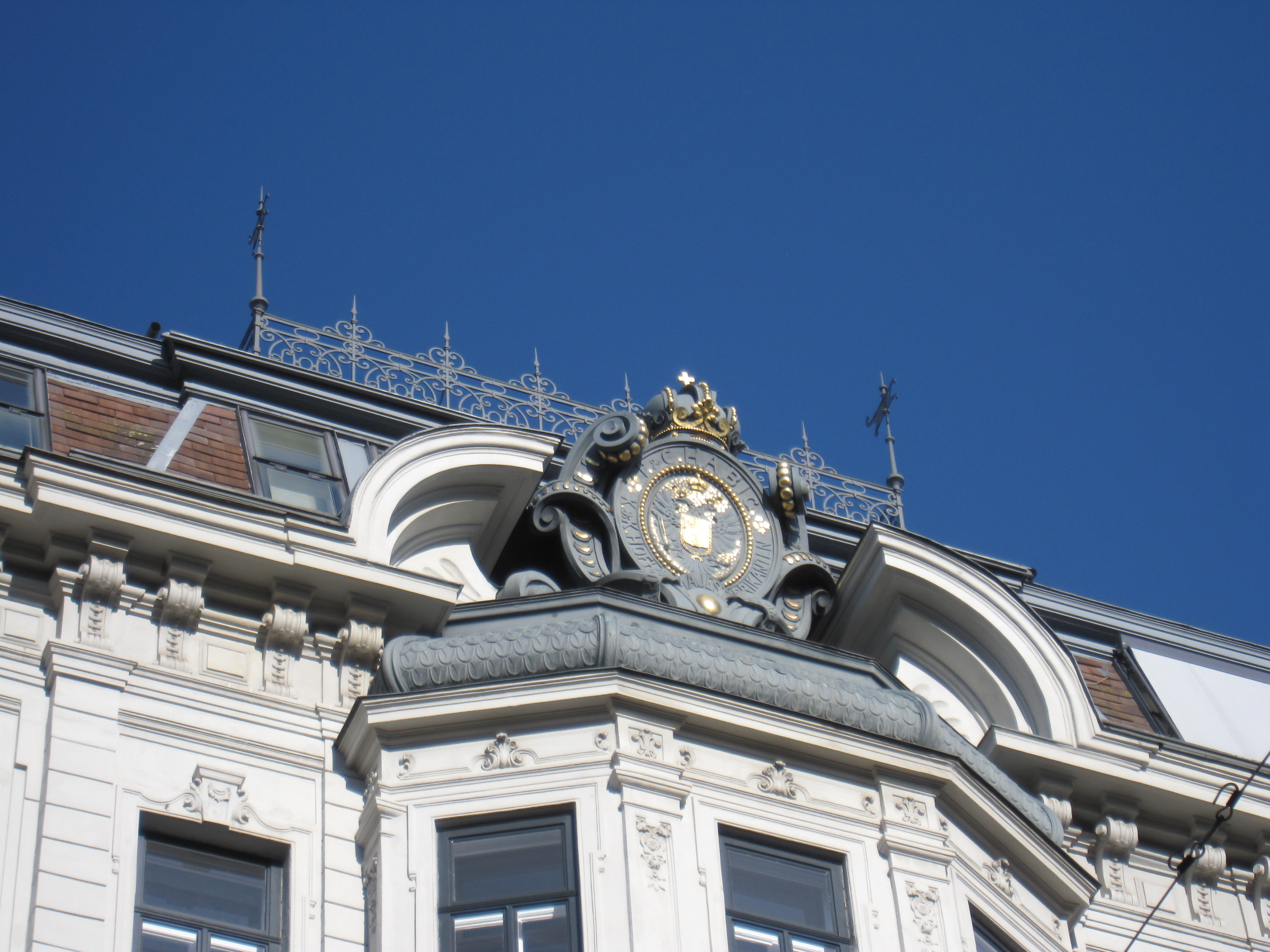
Detail am Dach eines Erkers. Kaiserlicher Doppeladler umrahmt vom Unternehmen P. & C. Habig

Heinrich Adam (* 18. März 1839 in Dierbach; † 29. Jänner 1905 in Wien) war ein deutsch-österreichischer Architekt und Wiener Gemeinderat. Er gilt als Vertreter der „süddeutschen“ Schule im neobarocken Idiom.

## Biographie
Heinrich Adam, Sohn eines Ökonomen, studierte ab 1861 an der königlichen Akademie der Bildenden Künste in München bei Ludwig Lange und kam danach nach Wien.
1869 wurde er Mitglied des Künstlerhauses. Er wurde relativ schnell erfolgreich, einer seiner ersten Aufträge war für den Herzog von Württemberg. Für ihn errichtete er sein Schloss in Gmunden in Oberösterreich. Gemeinsam mit dem Münchner Architekten Arnold Zenetti durften sie des Herzogs Wiener Stadtpalais von 1862 bis 1865 errichten, das heutige Hotel Imperial. Die Entwürfe für die Schmiedeeisenarbeiten und die Möbel stammten von Adam.
Im Laufe seiner Karriere erbaute er weitere Villen und Mietshäuser, vor allem in Wien. Einige der Objekte wurde in Zusammenarbeit mit anderen Architekten durchgeführt.
- Palais Hans Wahliss, 1892 (Argentinierstraße 21, Wien IV)
- vorgesetztes Miethaus für Ernst und Anne Wahliss, 1884
- Habig-Hof, 1896–1897 (Wiedner Hauptstraße 15–17, Wien IV)
- Mietshaus Karolinengasse 14, Wien IV, 1874
- Weyringergasse 28A-30, Wien IV, 1885
- Favoritenstraße 54, Wien IV, 1887
- Goldeggasse 29, Wien IV, 1890,
- St.-Elizabeth-Platz 6, Wien IV, 1894
- Margaretenstraße 129, Wien V, 1898–1899
- Argentinierstraße 48, Wien IV, 1901
- Altmünster am Traunsee: Villa Marie Therese für Herzog Philipp von Württemberg (1838–1917) und Herzogin Marie Therese (1845–1927), heute Bundesgymnasium des Landes Oberösterreich

Adam wurde in den Wiener Gemeinderat gewählt und war von 1886 bis 1896 Abgeordneter der Liberalen und Mitglied der Rathausbau- und Donaustadtkommission. Er war Mitglied des „nichtpolitischen Vereines“ Humanitas in Wien und der gleichnamigen Loge im damals ungarischen Neudörfl an der Leitha.
Er starb im Haus Argentinierstraße 36 im 4. Bezirk und wurde auf dem Wiener Zentralfriedhof in der Evangelischen Abteilung bestattet. Posthum wurde das Gittertor am Palais Schwarzenberg aus seinen Zeichnungen an der Zufahrt Rennweg ausgeführt.